# Jonzac
Jonzac – miejscowość i gmina we Francji, w regionie Nowa Akwitania, w departamencie Charente-Maritime.

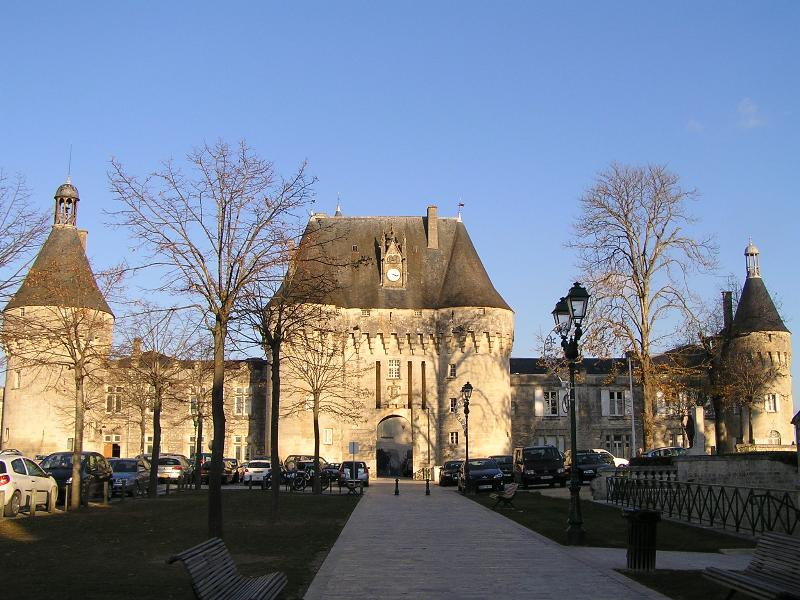
Zamek Jonzac

Według danych na rok 1990 gminę zamieszkiwało 3998 osób, a gęstość zaludnienia wynosiła 305 osób/km² (wśród 1467 gmin regionu Poitou-Charentes Jonzac plasuje się na 53. miejscu pod względem liczby ludności, natomiast pod względem powierzchni na miejscu 671.).